# Wheston
Wheston est une paroisse civile et un village du Derbyshire, en Angleterre.